# Libnotes laetinota
Libnotes laetinota är en tvåvingeart som först beskrevs av Alexander 1963.  Libnotes laetinota ingår i släktet Libnotes och familjen småharkrankar. Inga underarter finns listade i Catalogue of Life.